# Paul Beier
Paul Beier est un luthiste américain né à Salt Lake City en 1954 et établi en Italie.
Il a permis au public de découvrir l'œuvre pour luth du frère de Galilée en consacrant un enregistrement discographique au Primo Libro d'Intavolatura di liuto de Michelagnolo Galilei.

## Biographie

### Enfance et formation
Paul Beier est né à Salt Lake City, capitale de l'État de l'Utah aux États-Unis, en 1954.
Durant l'adolescence, il découvre le luth grâce à un enregistrement des œuvres pour luth de Jean-Sébastien Bach jouées à la guitare par Julian Bream et décide de se consacrer à la guitare et plus particulièrement aux œuvres pour luth de Jean-Sébastien Bach.
En 1973, au cours d'une année d'études en Allemagne, il est convaincu de l'intérêt des instruments d'époque et de l'interprétation historiquement informée et passe de la guitare au luth : il étudie cet instrument avec Diana Poulton au Royal College of Music de Londres où il décroche son diplôme de luthiste en 1977.

### Carrière
En 1981, Paul Beier est invité à créer un cours de luth à la Civica Scuola di Musica de Milan, ville dans laquelle il vit et enseigne depuis lors.
Durant les années 1990, il fonde l'Ensemble Galatea dont il est le directeur. Il est également un des membres fondateurs de la Société italienne de luth.

## Discographie

### Enregistrements de luth solo
- 1990 : Intavolatura di liuto - Libro Primo de Simone Molinaro (CD Nuova Era 6923)
- 1991 : Primo Libro d´Intavolatura di liuto de Michelagnolo Galilei (CD Nuova Era 6869)
- 1992 : Intavolatura di liuto - Libro Primo d'Alessandro Piccinini (CD Nuova Era 7114)
- 1992 : Il Cavaliere del Liuto de Laurencinus Romanus
- 1994 : Works for Lute d'Adam Falckenhagen & Sylvius Leopold Weiss
- 1996 : Works for Lute, volume 1 de Jean-Sébastien Bach
- 1997 : Intabolatura da Leuto (1530) de Francesco da Milano
- 1999 : Works for Lute, volume 2 de Jean-Sébastien Bach
- 2001 : Il Secondo Libro di intavolatura di liuto (1599) de Giovanni Antonio Terzi
- 2004 : L´Esprit Italienne de Sylvius Leopold Weiss
- 2006 : Quanta Beltà de Francesco da Milano & Perino Fiorentino

### Avec l'ensemble Galatea
- 1994 : Allegrezza del nuovo maggio de Biagio Marini (1597 - 1663)
- 1998 : Diporti di Euterpe de Barbara Strozzi (1619 - c.1664)
- 1999 : Curiose Invenzioni dall'Opera Ottava de Biagio Marini (1597 - 1663)
- 2001 : Balli, Sonate & Canzoni de Giovanni Battista Buonamente (1595-1642)
- 2009 : Con grazia e maniera da compositori diversi